# Milano-Sanremo 2011
La Milano-Sanremo 2011, centoduesima edizione della corsa, si è disputata il 19 marzo 2011, per un percorso totale di 298 km. È stata vinta dall'australiano Matthew Goss, che ha concluso in 6h51'10".

## Percorso
L'edizione 2011, partita da via della Chiesa Rossa a Milano, ha attraversato il Pavese e la provincia di Alessandria per poi entrare in Liguria, attraverso il Passo del Turchino, ed immettersi sulla statale Aurelia, passando per i territori di Genova, Savona e Noli. Da qui, una deviazione dalla statale ha portato il gruppo lungo l'ascesa per l'altopiano delle Manie (4,7 km, con pendenza media del 6,7% e massima dell'11%). Ritornato sulla costa a Finale Ligure, il percorso ha raggiunto la zona dei Tre Capi, Capo Mele, Capo Cervo e Capo Berta, entrando nella provincia di Imperia. San Lorenzo al Mare (270 km) ha segnato l'inizio della salita della Cipressa (5,6 km, con pendenza media del 4,1% e massima del 9%). Dopo una fase in discesa e pianura, a 10 km dal traguardo inizia la salita del Poggio (3,7 km, con pendenza media del 3,7% e massima dell'8%). Il traguardo a Sanremo è stato sul classico Lungomare Italo Calvino, confermato dopo diversi problemi organizzativi.

## Squadre e corridori partecipanti
La RCS Sport, organizzatrice dell'evento, ha invitato venticinque squadre ciclistiche, il numero massimo di team partecipanti. Oltre alla presenza obbligatoria degli UCI ProTeam, sono stati invitati sette UCI Professional Continental Team, Acqua & Sapone, Androni-Venezuela, Colnago-CSF e Farnese-Neri, Cofidis, FDJ e Geox-TMC.
| N.      | Cod. | Squadra                   |
| ------- | ---- | ------------------------- |
| 1-8     | RAB  | Rabobank Cycling Team     |
| 11-18   | ASA  | Acqua e Sapone            |
| 21-28   | ALM  | AG2R La Mondiale          |
| 31-38   | AND  | Androni Giocattoli        |
| 41-48   | BMC  | BMC Racing Team           |
| 51-58   | COG  | Colnago-CSF Inox          |
| 61-68   | COF  | Cofidis                   |
| 71-78   | EUS  | Euskaltel-Euskadi         |
| 81-88   | FAR  | Farnese Vini-Neri Sottoli |
| 91-98   | FDJ  | FDJ                       |
| 101-108 | GEO  | Geox-TMC                  |
| 111-118 | THR  | HTC-Highroad              |
| 121-128 | KAT  | Katusha Team              |

| N.      | Cod. | Squadra                |
| ------- | ---- | ---------------------- |
| 131-138 | LAM  | Lampre-ISD             |
| 141-148 | LIQ  | Liquigas-Cannondale    |
| 151-158 | MOV  | Movistar Team          |
| 161-168 | OLO  | Omega Pharma-Lotto     |
| 171-178 | AST  | Pro Team Astana        |
| 181-188 | QST  | Quickstep Cycling Team |
| 191-198 | SBS  | Saxo Bank-Sungard      |
| 201-208 | SKY  | Sky Procycling         |
| 211-218 | GRM  | Team Garmin-Cervélo    |
| 221-228 | LEO  | Team Leopard-Trek      |
| 231-238 | RSH  | Team RadioShack        |
| 241-248 | VCD  | Vacansoleil-DCM        |

## Resoconto degli eventi
La corsa fu caratterizzata nella sua prima parte dalla fuga di quattro ciclisti: l'italiano Alessandro De Marchi, il giapponese Takashi Miyazawa, il belga Nico Sijmens e il russo Michail Ignat'ev. Dopo 60 km, a Voghera, il loro vantaggio era di 12'30". Sulla sommità della prima salita, il passo del Turchino, i fuggitivi conservavano ancora 7'08" che scemarono a tre minuti a 99 km dall'arrivo. Sulla successiva salita delle Manie la corsa si accese, complice la caduta del campione del mondo Thor Hushovd e il forcing della Liquigas-Cannondale a mezzo principalmente di Valerio Agnoli.

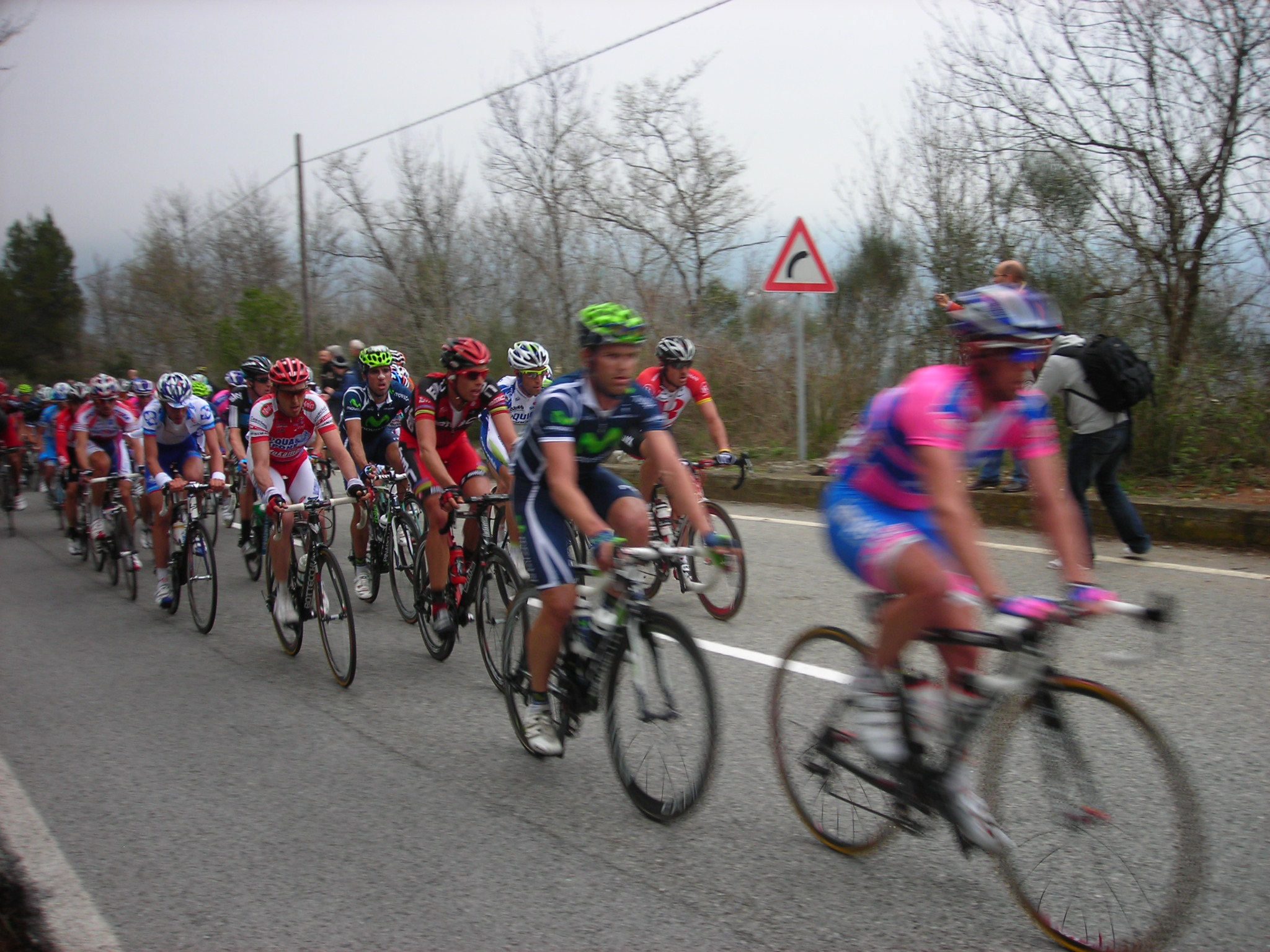
Il gruppo sulle Manie

In cima alle Manie restavano in fuga i soli De Marchi e Ignat'ev con un vantaggio di 1'20" sugli inseguitori a 92 km dal traguardo. Una pioggia, seppur leggera, rese estremamente pericolosa la discesa causando tra l'altro la caduta di uno dei favoriti della vigilia, Óscar Freire. La selezione venutasi a creare determinò in modo definitivo l'evolversi della Milano-Sanremo del 2011. Si erano creati due gruppi, il primo di 45 corridori che a Ceriale, a 70 km dall'arrivo, vantava 2'20" sul gruppo inseguitore con, tra gli altri, Hushovd, Freire e Mark Cavendish.
Fallito l'inseguimento prima della Cipressa, il distacco tra i due gruppi all'inizio della salita era di un minuto. Mentre il gruppo di testa si sfaldava in salita, Michele Scarponi appena iniziata la rampa più difficile scattò cercando di recuperare da solo. Il suo tentativo andrà a buon fine dopo la discesa. Nel frattempo quattro ciclisti, Van Avermaet, Offredo, O'Grady e Chainel, tentarono la fuga portandosi a 15 secondi di vantaggio, poi divenuti, a 11 km dall'arrivo, 30.
Sul Poggio Van Avermaet s'involò resistendo al ritorno di Vincenzo Nibali. In cima aveva ancora 9" di vantaggio su Nibali, O'Grady e Offredo. Ma lungo la discesa la sua fuga terminò ed iniziò un susseguirsi di tentativi isolati di Fabian Cancellara, di Philippe Gilbert, di Nibali. Alla fine a vincere in volata fu l'unico velocista puro sopravvissuto nella testa della corsa di una Milano-Sanremo atipica rispetto alle ultime edizioni: Matthew Goss, primo australiano vincente a Sanremo.

## Ordine d'arrivo (Top 10)
| Pos. | Corridore         | Squadra      | Tempo    |
| ---- | ----------------- | ------------ | -------- |
| 1    | Matthew Goss      | HTC-Highroad | 6h51'10" |
| 2    | Fabian Cancellara | Leopard-Trek | s.t.     |
| 3    | Philippe Gilbert  | Omega Pharma | s.t.     |
| 4    | Alessandro Ballan | BMC          | s.t.     |
| 5    | Filippo Pozzato   | Katusha Team | s.t.     |
| 6    | Michele Scarponi  | Lampre-ISD   | s.t.     |
| 7    | Yoann Offredo     | FDJ          | s.t.     |
| 8    | Vincenzo Nibali   | Liquigas     | a 3"     |
| 9    | Greg Van Avermaet | BMC          | a 10"    |
| 10   | Stuart O'Grady    | Leopard-Trek | a 12"    |

## Punteggi UCI
| Pos. | Corridore         | Squadra      | Punti |
| ---- | ----------------- | ------------ | ----- |
| 1    | Matthew Goss      | HTC-Highroad | 100   |
| 2    | Fabian Cancellara | Leopard-Trek | 80    |
| 3    | Philippe Gilbert  | Omega Pharma | 70    |
| 4    | Alessandro Ballan | BMC          | 60    |
| 5    | Filippo Pozzato   | Katusha Team | 50    |
| 6    | Michele Scarponi  | Lampre-ISD   | 40    |
| 7    | Vincenzo Nibali   | Liquigas     | 20    |
| 8    | Greg Van Avermaet | BMC          | 10    |
| 9    | Stuart O'Grady    | Leopard-Trek | 4     |

| Pos. | Squadra             | Punti |
| ---- | ------------------- | ----- |
| 1    | HTC-Highroad        | 100   |
| 2    | Team Leopard-Trek   | 84    |
| 3    | Omega Pharma-Lotto  | 70    |
| 4    | BMC Racing Team     | 70    |
| 5    | Katusha Team        | 50    |
| 6    | Lampre-ISD          | 40    |
| 7    | Liquigas-Cannondale | 20    |

| Pos. | Nazione   | Punti |
| ---- | --------- | ----- |
| 1    | Italia    | 170   |
| 2    | Australia | 104   |
| 3    | Svizzera  | 80    |
| 4    | Belgio    | 80    |